# گوراکی
گوراکی (به انگلیسی: Gurakki) یک منطقهٔ مسکونی در پاکستان است که در خیبر پختونخوا واقع شده‌است. گوراکی ۸۴۷ متر بالاتر از سطح دریا واقع شده‌است.